# انتفاضة الزملة
انتفاضة الزملة هو اسم يستخدم للإشارة إلى الاضطرابات التي وقعت في 17 يونيو عام 1970،  والتي بلغت ذروتها في مجزرة الفيلق الإسباني ضد المدنيين في الزملة بنواحي مدينة العيون، في الصحراء الإسبانية (في الوقت الحاضر الصحراء الغربية).

## المظاهرة
كان قادة المنظمة السرية السابقة "حركة التحرير [الإنجليزية]" التي دعت إلى مظاهرة كبيرة وعريضة من أجل هدفها للاستجابة ضد الاحتلال الإسباني للصحراء الغربية. في 17 يونيو 1970.

## الشغب
بعد المظاهرة كانت توزع الأوامر عن طريق إسبانيا الحاكمة أنذاك، حيث أن الشرطة انتقلت إلى توقيف قادة حركة التحرير. ورد المتظاهرون على الشرطة جراء الإجراءات اتخدتها برمي الحجارة عليها. والسلطات في وزارة خارجيتها كانت تطلق اسم الفيلق للذين يطلقون النار على المتظاهرين، حيث قتلت ما لا يقل عن أحد عشر شخصا.

## نهاية الإنتفاضة
في الأيام التي تلت الحادث، حركة التحرير المؤسس محمد سيدي إبراهيم بصير [الإنجليزية]، وغيرهم من النشطاء الذين تم مطاردتهم من قبل قوات الأمن الإسبانية. ومحمد بصير اختفى في السجن بعد أن اعتقل في عام 1970.